# Dezynfekcja rąk

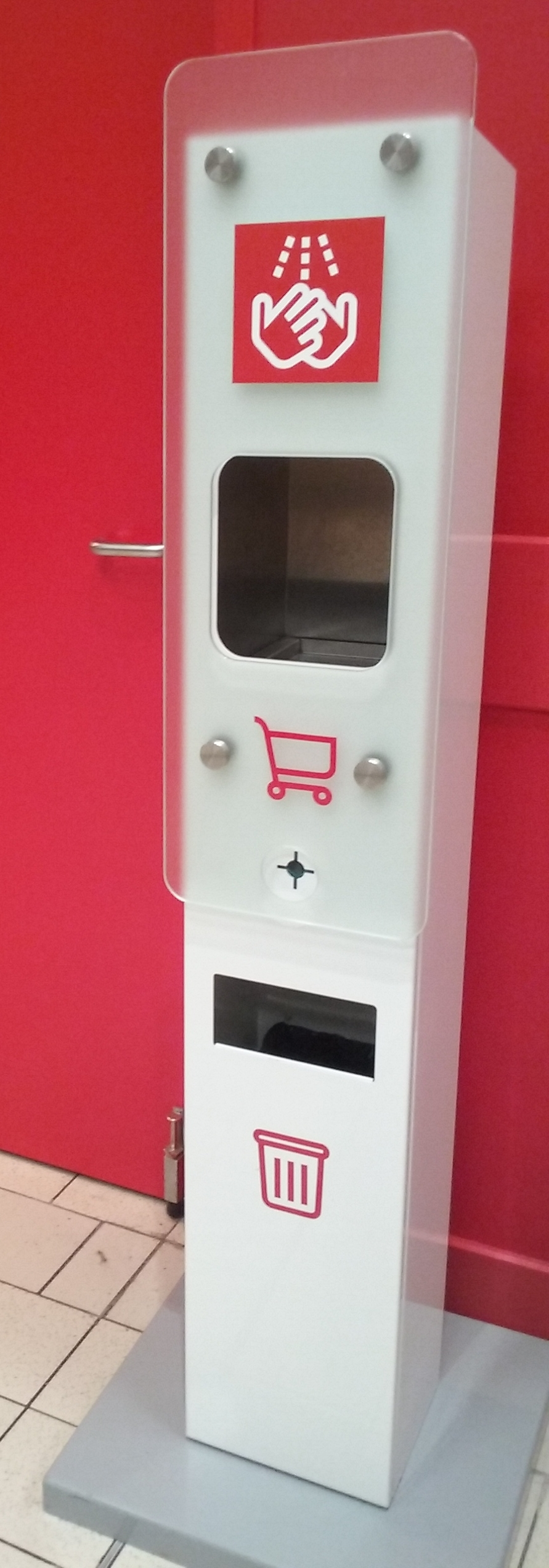
Automat dezynfekcyjny Tomaszów Mazowiecki, województwo łódzkie

Dezynfekcja rąk – niszczenie drobnoustrojów chorobotwórczych w celu zapobieżenia zakażeniu (antyseptyka), poprzez stosowanie preparatów do dezynfekcji rąk zawierających alkohol w formie płynnej, żelowej lub piankowej. Ma to na celu ograniczenie lub zahamowanie wzrostu drobnoustrojów bez konieczności zastosowania zewnętrznego źródła wody, spłukiwania preparatu i osuszania rąk ręcznikiem lub innym środkiem. Preparaty te mogą zawierać jeden lub kilka rodzajów alkoholu, a także inne aktywne składniki, substancje pomocnicze i humektanty (składniki nawilżające). Środki do odkażania rąk na bazie alkoholu o optymalnej skuteczności niszczenia drobnoustrojów zawierają zazwyczaj 75–85% etanolu, izopropanolu lub propanolu lub mieszaninę tych środków.

## Zalety stosowania preparatów do odkażania rąk na bazie alkoholu
- usuwają większość czynników zakaźnych
- działają szybko (w czasie 20–30 sekund)
- są dobrze tolerowane przez skórę
- nie ma potrzeby zaopatrywania w dodatkową infrastrukturę, jak bieżąca woda, umywalka, ręczniki papierowe

Przed dezynfekcją rąk należy je umyć wodą i mydłem, jeśli są zabrudzone lub poplamione krwią lub innymi płynami ustrojowymi lub jeśli istnieje podejrzenie albo stwierdzono ekspozycję na organizmy przetrwalnikujące, a także jeśli skorzystano z toalety.
Ręce poddawane dezynfekcji powinny:
- być wolne od skaleczeń
- być bez jakiejkolwiek biżuterii i ozdób
- mieć krótkie paznokcie bez ozdób, w tym bez lakieru do paznokci
- mieć odkryte przedramiona[2]

Dozowniki na płyn do dezynfekcji rąk
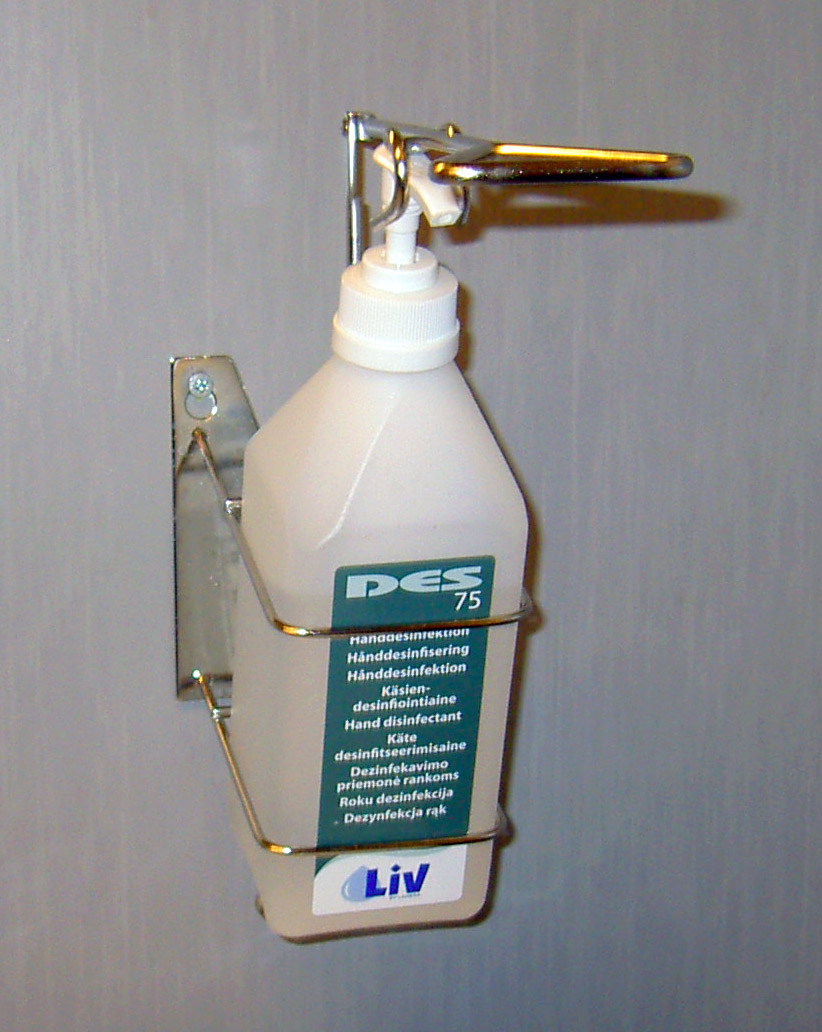
Ścienny dozownik łokciowy z płynem do dezynfekcji rąk
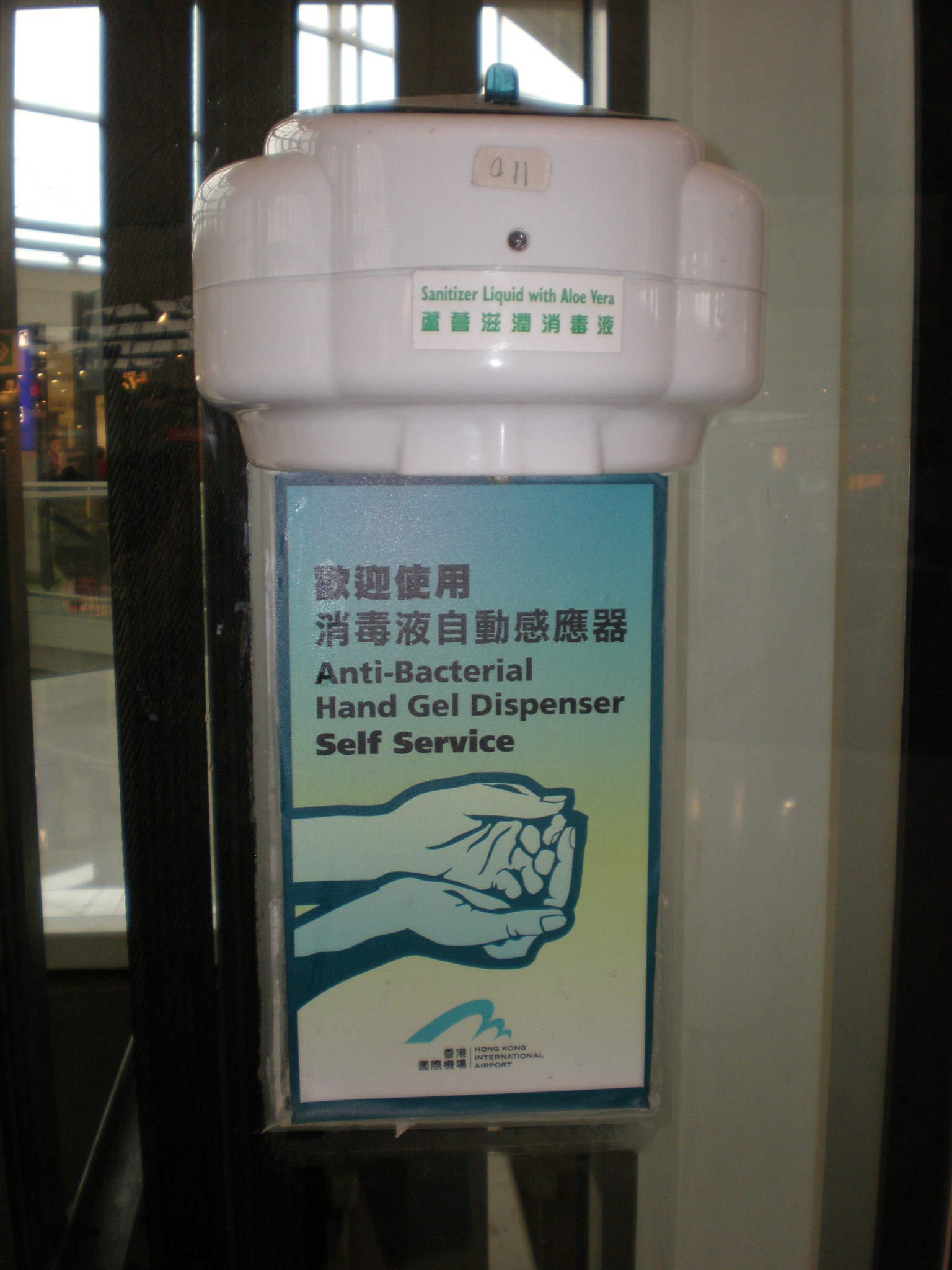
Automatyczny dozownik z płynem do dezynfekcji rąk
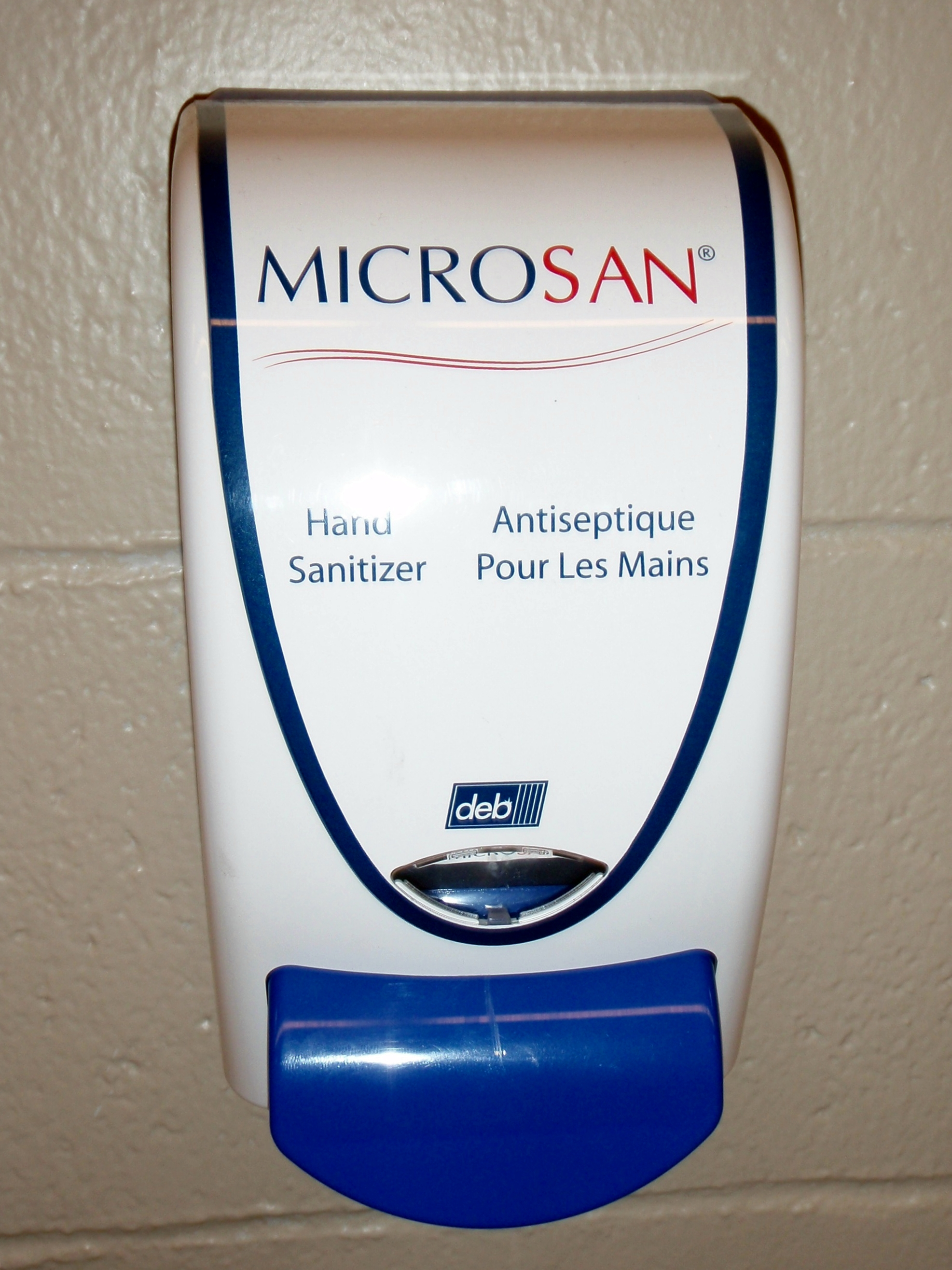
Dozownik na płyn do dezynfekcji rąk do użytku publicznego

## Błędy popełniane przy dezynfekcji rąk
- niewłaściwe lub zbyt rzadkie mycie rąk (zbyt mała doza preparatu do dezynfekcji rąk, zbyt szybkie wykonanie zabiegu dezynfekcji rąk lub pominięcie tego etapu w momencie przejścia od jednej czynności do drugiej)
- noszenie biżuterii
- niewłaściwe osuszanie rąk
- brak środków higieny rąk i brak instrukcji
- nieregularna zmiana jednorazowych rękawiczek ochronnych
- paznokcie nieprzycięte, zabrudzone, pomalowane
- brudne ręce
- nieodpowiednie zabezpieczanie skaleczeń

Skutkiem niewłaściwego przeprowadzenia dezynfekcji rąk może być przeniesienie drobnoustrojów, co może w efekcie doprowadzić do zakażeń.

## Schemat dezynfekcji rąk preparatem na bazie alkoholu krok po kroku
- wycisnąć na dłoń taką ilość preparatu dezynfekującego, aby wystarczyła na pokrycie powierzchni skóry obu dłoni
- pocierać wewnętrzną stroną jednej dłoni o wnętrze drugiej i odwrotnie
- pocierać zewnętrzną stroną jednej dłoni o zewnętrzną stronę drugiej dłoni, umieszczając palce jednej dłoni w przestrzeniach drugiej i odwrotnie
- pocierać o siebie wewnętrznymi częściami przeplecionych palców
- pocierać górną częścią palców jednej dłoni o wnętrze drugiej dłoni i odwrotnie
- chwycić kciuk jednej dłoni we wnętrze drugiej i pocierać ruchem obrotowym, czynność powtórzyć na drugiej dłoni
- ułożyć opuszki palców jednej dłoni we wnętrzu drugiej i pocierać ruchem okrężnym we wnętrzu i zagłębieniu, czynność powtórzyć na drugiej dłoni
- ręce są zdezynfekowane[4]